# Karoline Zeisler
Karoline Zeisler (* 1944 in Niederösterreich) ist eine österreichische Schauspielerin. 

## Leben
Zeisler absolvierte ihre Schauspielausbildung am Horak-Konservatorium in Wien. Sie hatte zahlreiche Theaterengagements an Bühnen in Österreich und Deutschland. Sie spielte u. a. am Theater am Börseplatz in Wien (1968), am Theater der Jugend Wien (1969), am Schauspielhaus Köln (1970) und am Schauspielhaus Dortmund (1971). Danach folgten mehrere Festengagements an den Vereinigten Bühnen Wuppertal (1972), am Stadttheater Würzburg (1972–1974) und am Staatstheater Karlsruhe (1974–1979). Von 1980 bis 1984 gehörte sie zum Ensemble des Hamburger Thalia Theaters. In der Spielzeit 1985/86 hatte sie ein Gastengagement am Goethe-Theater Frankfurt. Von 1987 bis 1989 war sie festes Ensemblemitglied am Stadttheater Ingolstadt. Ab 1990 war sie dann als freie Schauspielerin in Österreich tätig. In der Spielzeit 2004/05 hatte sie ein Gastengagement am Theater in der Josefstadt in Wien. Sie trat in der Nestroy-Posse Kampl in den beiden Rollen Frau von Sibling/Frau Wilker auf. 
Zeisler übernahm seit den 1980er Jahren auch einige Filmrollen. Schwerpunkt ihrer künstlerischen Tätigkeit war jedoch weiterhin die Theaterarbeit. In dem österreichischen Fernsehfilm Egon Schiele (1980) stellte sie Egon Schieles Geliebte und Lebensgefährtin Wally Neuzil dar. In dem Kinofilm Geboren in Absurdistan (1999) spielte sie die Rolle der Schwester Siglinde. Sie verkörperte eine ältere Krankenschwester, die aus Versehen die beiden Neugeborenen einer österreichischen und einer türkischen Familie miteinander vertauscht. 
Weiters hatte sie wiederkehrende Nebenrollen in der Fernsehserien Der Salzbaron (1994; als Anna Hopfinger) und Kaisermühlen Blues (2000; als Frau Karoline Haydn, die neue Nachbarin im Gemeindebau). 
In dem Historiendrama Die Seelen im Feuer (2014/2015), nach dem gleichnamigen Roman von Sabine Weigand, spielte sie die Rolle der Margarethe Reuss. Sie war eine alte Markthändlerin, die ihre Enkelin liebevoll aufzieht, unschuldig der Hexerei verdächtigt und schließlich auf dem Scheiterhaufen verbrannt wird. In der 13. Staffel der österreichischen Fernsehserie SOKO Donau (2018) hatte sie eine der Episodenrollen als geistig verwirrte Nachbarin Frau Harder.
Zeisler lebt in Wien.

## Filmografie (Auswahl)
- 1980: Egon Schiele (Fernsehfilm)
- 1994: Der Salzbaron (Fernsehserie)
- 1999: Geboren in Absurdistan (Kinofilm)
- 2000: Kaisermühlen Blues (Fernsehserie)
- 2001: Die Klavierspielerin (Kinofilm)
- 2002: Julia – Eine ungewöhnliche Frau (Fernsehserie; Folge: Unschuldig)
- 2005: Kampl (Theateraufzeichnung; Theater in der Josefstadt)
- 2014/2015: Die Seelen im Feuer (Fernsehfilm)
- 2015: Tatort: Grenzfall (Fernsehreihe)
- 2016: Die Kinder der Villa Emma (Fernsehfilm)
- 2018: SOKO Donau (Fernsehserie; Folge: Schlaflos)